# Rolf-Dieter Stieglitz
Rolf-Dieter Stieglitz (* 1952) ist ein deutscher Psychologischer Psychotherapeut sowie Professor für Klinische Psychologie und Psychiatrie. Sein Arbeitsschwerpunkt ist die Diagnostik- und Therapieforschung, insbesondere zur Aufmerksamkeitsdefizit-/Hyperaktivitätsstörung bei Erwachsenen (ADHS).

## Leben
Rolf-Dieter Stieglitz studierte von 1974 bis 1980 Psychologie an der Christian-Albrechts-Universität zu Kiel (CAU) und diplomierte 1980 dort. 1986 promovierte er an der CAU mit dem Thema Erfassung von Veränderungen. Theoretische und empirische Beiträge bei Urs Baumann. Im Februar 1997 habilitierte Stieglitz im Fach Psychologie mit dem Thema Diagnostik und Klassifikation psychischer Störungen an der Philosophischen Fakultät der Albert-Ludwigs-Universität Freiburg. Er war u. a. wissenschaftlicher Mitarbeiter bzw. Assistent an der CAU, der Psychiatrischen Klinik und Poliklinik der Freien Universität Berlin (Charité) und an der Abteilung für Psychiatrie und Psychotherapie mit Poliklinik der Albert-Ludwigs-Universität Freiburg. 1999 erhielt er die Anerkennung als Psychologischer Psychotherapeut.
Seit April 2000 ist Stieglitz Leitender Psychologe an der Universitären Psychiatrischen Klinik Basel (UPK Basel). Seit Oktober 2000 ist er Extraordinarius für Klinische Psychologie an der Universität Basel, seit Mai 2005 mit einer Doppelprofessur der Medizinischen Fakultät und der Fakultät für Psychologie, seit Mai 2010 mit Doppelprofessur für Klinische Psychologie und Psychiatrie. Seit Januar 2010 ist er Leiter des Bereichs Psychodiagnostik der UPK Basel sowie seit Oktober 2010 Leiter der Abteilung Klinische Psychologie und Psychiatrie der Fakultät für Psychologie der Universität Basel.

## Mitgliedschaften
Stieglitz ist Vorsitzender der Arbeitsgemeinschaft für Methodik und Dokumentation in der Psychiatrie (AMDP). Ferner ist er u. a. Mitglied des Berufsverbands Deutscher Psychologinnen und Psychologen, der Gesellschaft für wissenschaftliche Gesprächspsychotherapie, der Deutschen Gesellschaft für Psychologie und der Föderation der Schweizer Psychologinnen und Psychologen.

## Veröffentlichungen
Ausgewählte Publikationen:
Monografien
- mit Elisabeth Nyberg, Maria Hofecker-Fallahpour: Ratgeber ADHS bei Erwachsenen. Hogrefe, Göttingen 2013, ISBN 978-3-8017-2224-1.
- mit Elisabeth Nyberg, Maria Hofecker-Fallahpour: ADHS im Erwachsenenalter (= Fortschritte der Psychotherapie. Bd. 47). Hogrefe, Göttingen 2012, ISBN 978-3-8017-2117-6.
- mit Rebekka Lencer u. a.: When psychopharmacotherapy is not enough. Hogrefe, Göttingen 2011, ISBN 978-0-88937-368-6. (englisch)
- mit Hans-Peter Volz: Generalisierte Angststörung. Schattauer, Stuttgart 2010, ISBN 978-3-7945-2665-9.
- Diagnostik und Klassifikation in der Psychiatrie. Kohlhammer, Stuttgart 2008, ISBN 978-3-17-018944-7.
- Diagnostik und Klassifikation psychischer Störungen. Hogrefe, Göttingen 2000, ISBN 3-8017-1167-6.

Herausgeberschaften
- mit Harald J. Freyberger, Wolfgang Schneider (Hrsg.): Kompendium Psychiatrie, Psychotherapie, Psychosomatische Medizin. 12., vollst. überarb. und erw. Aufl. Huber, Bern 2012, ISBN 978-3-456-84977-5.
- mit Hans-Joachim Haug (Hrsg.): Das AMDP-System in der klinischen Anwendung und Forschung. Hogrefe, Göttingen 1997, ISBN 3-8017-0945-0.

Fachartikel
- mit Michael Rösler: Diagnostik der ADHS im Erwachsenenalter: Eine Bestandsaufnahme. In: Zeitschrift für Psychiatrie Psychologie und Psychotherapie. 63(1), Januar 2015, S. 7–13, doi:10.1024/1661-4747/a000214.
- mit Marina Elsässer, Patricia Elizabeth Newark: Selbstregulation, Lageorientierung und Aufmerksamkeit bei erwachsenen ADHS-Patienten. In: Zeitschrift für Klinische Psychologie und Psychotherapie, 43. Jg., Nr. 1, 2014, S. 43–52, doi:10.1026/1616-3443/a000248.
- Paolo Fusar-Poli et al.: Cognitive Functioning in Prodromal Psychosis: A Meta-analysis. In: Archives of General Psychiatry, 69. Jg., Nr. 6, Juni 2012, S. 562–571, doi:10.1001/archgenpsychiatry.2011.1592. (englisch)